# LiveShop
LiveShop was een Nederlandse teleshopzender, waar elke dag van 10 tot 24 uur live televisie werd gemaakt. Tijdens de overige uren was partner Tel Sell op de zender te zien.
LiveShop begon met uitzenden in de resturen van de commerciële zender en later ook via een eigen kanaal. LiveShop is een joint venture van Chello Media (80%) en Tel Sell (20%).
LiveShop werd in augustus 2006 opgericht. De eerste uitzending startte op 10 oktober 2006 om 10.00u en op 14 december 2006 startte het eigen kanaal.
Op 9 januari 2008 werd bekend dat Tel Sell failliet is verklaard. Liveshop bleef echter uitzenden in afwachting van het hoger beroep. Ondanks een doorstart staakte LiveShop per 1 maart 2008 haar uitzendingen.

## Uitzendingen op andere zenders
Daarnaast was LiveShop dagelijks te zien op:
- Op hun eigen LiveShop kanaal van 10:00 tot 24:00
- Op RTL 8: maandag tot zondag van 10:00 tot 17:00
- Op Net5: zaterdag van 12:30 tot 13:30

## Lijst van presentatoren
- Martijn van den Bergh
- Sophia de Boer
- Arno Raymakers
- Dounia Lkoundi
- René Kogelman
- Ronald van der Woude
- Jessica Mendels